# خوخ الأومبوشي

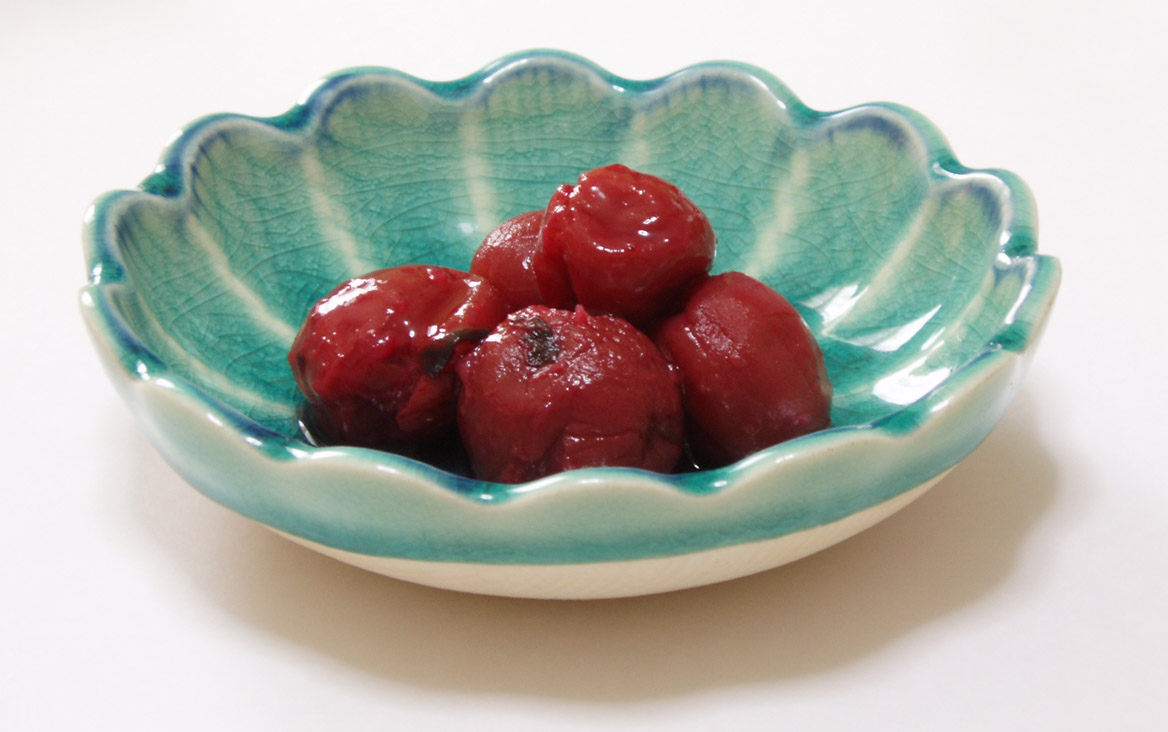
خوخ الأومبوشي

خوخ الأومبوشي هو خوخٌ بري مخلل ذو نكهة مميزة حيثُ يجمع بين المذاقين اللاذع والمالح ويتميز بتعدد استخداماته الغذائية والعلاجية. ينتمي إلى عائلة الخوخ البري؛ وتجري زراعته في الأقاليم الأكثر دفئًا في وسط وجنوب اليابان وفي بعض المناطق في كاليفورنيا. تُستخدم الثمار الكاملة تابلًا أو بهارًا وتوضع وسط كرات الارز؛ كما يُمكن من خلاله إنتاج معجون يُستخدم لتحضير أنواع الصلصة ومرق توابل السَّلطة والأطعمة الطرية القابلة للفرز.

## الفوائد
يُساعد خوخ الأومبوشي على معادلة الأطعمة اللاذعة؛ حيثُ تساعد ثمارهُ الكاملة المتخمرة في تسهيل الهضم وتقوية الدم ومعادلة الحموضة ويُستخدم الأومبوشي في صنع المشروب الذي يُعرف باسمِ «أوم-شو-كوزو» كما يُستخدم مستخلص الأومبوشي المُرَكّز لأغراض علاجية.